# ناحية الدراجي
ناحية الدراجي ناحية في قضاء الخضر في محافظة المثنى جنوب العراق مساحتها 407 كيلومترات مربعة، يقدر عدد سكان الناحية أكثر من 46 ألف نسمة عام 2014م بحسب  وزارة التخطيط العراقية ويسكن الناحية مجموعة كبيرة من العشائر العربية في الناحية، وترتبط مركز الناحية بطريق أستراتيجي يربط محافظة البصرة ومدينة السماوة.
في إحصاء سنة 1997 كان سكان قضاء الخضر 71034 نسمة، منهم 60977 في مركز قضاء الخضر، و10057 في ناحية الدراجي.

## مقاطعات ناحية الدراجي
| المقاطعة ورقمها      | مساحتها كيلومتراً | عدد مستوطناتها |
| 49 آل رسن            | 77.3             |                |
| 48 آل عاجل           | 66.2             | 1              |
| 47 الدخينة           | 26.3             | 5              |
| 44 الدراجة والسبيعية | 44.3             | 5              |
| 17 الهويشلي          | 24.2             | 1              |
| 37 سنية وصويان       | 24               | 2              |
| 38 العبيد الأميرية   | 28.5             | 4              |
| 53 الحجامة الغربية   | 25.3             | 1              |
| 45 الحجامة           | 20.5             | 1              |
| 59 اليرع الشمالي     | 70               |                |